# کلکسیون سنگوکو
کلکسیون سنگوکو (به ژاپنی: 戦国コレクション Sengoku Korekushon) یک بازی شبکه اجتماعی تلفن همراه است که توسط کونامی در دسامبر سال ۲۰۱۰ ایجاد شده است.